# André Franke
André Franke (* 3. März 1972) ist ein deutscher Musikproduzent und Komponist.

## Werdegang
André Franke wuchs in Dresden auf. Nach dem Abitur studierte er an der  Hochschule für Musik Carl Maria von Weber Dresden. Seit 1996 arbeitet er als Songwriter, Musikproduzent und Geschäftsführer im Musikbusiness.
2003 nahm er unter dem Pseudonym Elija am deutschen Vorentscheid für den Eurovision Song Contest teil und belegte mit dem Lied Somehow, Somewhere den 9. Platz. Im selben Jahr komponierte er den polnischen Beitrag Keine Grenzen - zadnych granic von Ich Troje, der am Eurovision Song Contest in Riga den 7. Platz erreichte. 2006 steuerte er als Komponist den Titel Follow My Heart von Ich Troje und Real McCoy bei, mit dem Polen im Halbfinale des Eurovision Song Contests in Athen den 11. Platz belegte und damit knapp die Finalqualifikation verpasste.
Zu den meisten seiner Lieder steuerte Joachim Horn-Bernges die Texte bei. André Franke arbeitete als Komponist und Produzent mit verschiedenen deutschsprachigen Künstlern über mehrere Jahre zusammen, so Claudia Jung (1999–2006), Howard Carpendale (2003–2017), Matthias Reim (2003–2018), Bernhard Brink (2005–2012), Markus Wolfahrt (2011–2013) und Linda Hesse (2012–2020).
Seit 2007 begleitete er Howard Carpendale als musikalischer Direktor und Bandleader auf seinen Live-Tourneen. Von 2016 bis 2021 und 2023  wirkte er bei der Casting-Show Deutschland sucht den Superstar als Vocal-Coach mit.
Seine größten Hitparadenerfolge waren Hand in Hand von Claudia Jung und Nino de Angelo, das 1998 Platz 35 der österreichischen Charts erreichte, Vergiss' es (Forget It) von Matthias Reim und Bonnie Tyler, das sich 2004 auf Platz 64 der deutschen Singlecharts platzierte sowie Na und von Howard Carpendale, das 2007 in den deutschen Singlecharts auf Platz 36 rangierte.

## Diskografie als Sänger
- 2003: Somehow, Somewhere (Single, Pseudonym: Elija)